# Meygal
El Meygal (Maigal en occitano) es una región montañosa de Francia, situada en el Macizo Central y en el departamento de Alto Loira. Conforma el corazón de región natural de Velay, en el departamento de Alto Loira, en Auvernia, Francia. Su punto más alto es la montaña llamada Testavoira a 1436 m de altitud.
En el municipio de Queyrières existe a unos 40 km una base de esquí entre los 1450 y 1200 metros de altitud. 
El Meygal se encuentra a unos veinte kilómetros de la Le Puy-en-Velay. Hace frontera con las siguientes regiones naturales:
- al norte, con los montes de Forez;
- al sur y al este, con los montes del Vivarés y el monte Mézenc;
- al oeste, con el macizo Deves;
- al noreste, con el macizo Pilat.

De esta región es oriundo Jules Romains.

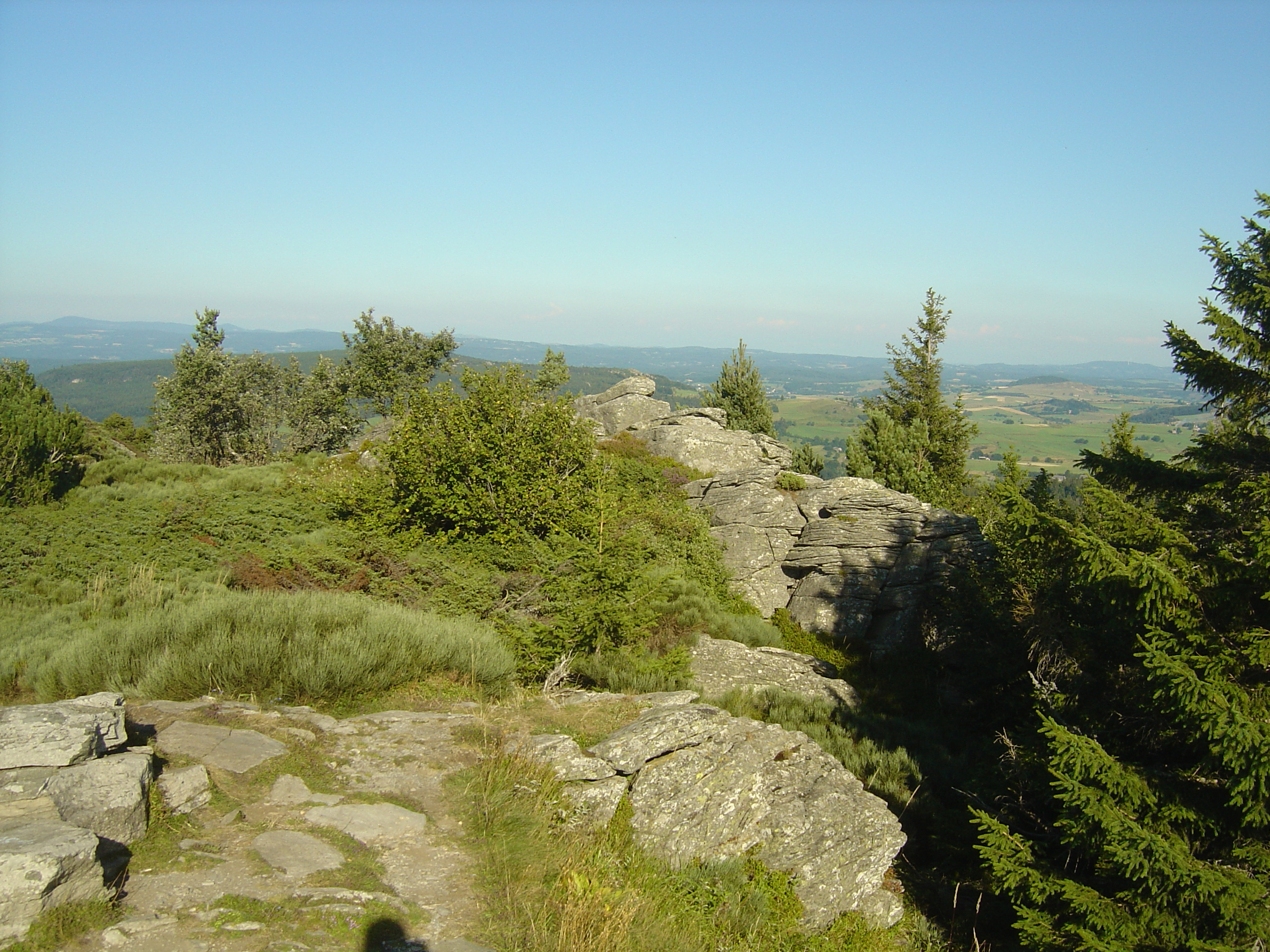
Vista de la la parte superior del Testavoira
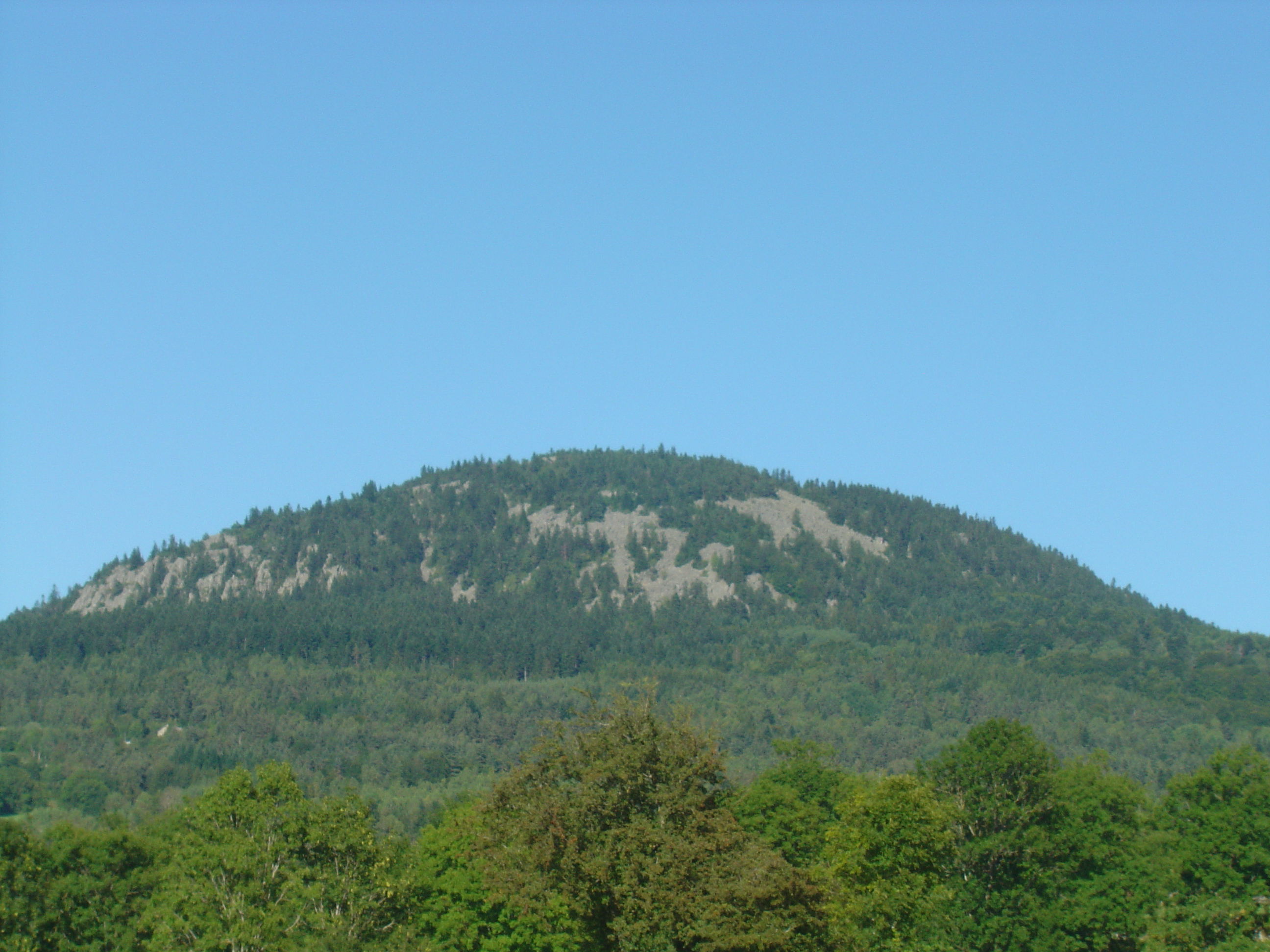
Vista del Testavoira

- Datos: Q1997150
- Multimedia: Meygal / Q1997150